# Antoni d'Amat i de Rocabertí
Antoni d'Amat i de Rocabertí   ( - 1742) fou un militar i noble català, Senyor de Castellar, fill dels Marquesos de Castellbell i nebot de Manuel d'Amat i de Junyent, virrei del Perú.

## Biografia
Va seguir la carrera militar i se'n va anar al Perú el 1761 a servir el seu oncle Manuel d'Amat i de Junyent. El 1762 rebé el grau de coronel i entre els anys 1773 i 1775 va tenir el Mando del Batallón de Infantería del Presidio del Callao, amb el grau de tinent coronel. Després va ser capità de la guàrdia del virrei. El 1776 tornà a Espanya juntament amb el seu oncle i se li concedeix un lloc a l'Estat Major. En morir el seu germà, don Antonio, que encara era al Perú, va prendre possessió del castell de Castellar el 14 de febrer de 1775 mitjançant un representant.
Antoni d'Amat va romandre solter tota la seva vida, però sembla que el 1777, anant a visitar les seves germanes monges al monestir de Jonqueres, va conèixer Francesca de Fivaller i de Bru, a qui va donar paraula de matrimoni. Però temps després, es va fer enrere i la família es va sentir ofesa. Llavors, el seu oncle va demanar la noia en matrimoni. La boda va tenir lloc per poders el dia 3 de juny de 1779 al monestir de Jonqueres, el virrei comptava 71 anys gairebé cinquanta anys més que la núvia. Al cap de dos anys i mig mort don Manuel i la seva vídua, Francesca va ser anomenada la Virreina i el palau de la Rambla encara es coneix com el Palau de la Virreina. En el seu testament don Manuel d'Amat va fer hereus a Francesca i el seu nebot don Antonio, de manera que ambdós es van haver de posar d'acord per administrar la fortuna del virrei. Antoni va destinar part dels diners en obres pietoses, va donar 1.160.000 rals a l'Hospital General i el poble de Castellar va rebre l'ajuda del seu senyor després de passar l'exèrcit francès (1808-1814).
Don Antonio va morir pel gener del 1824, segons un suplement del Diari de Barcelona del dia 14, on ortia un llarg elogi fúnebre, i l'enterrament fou a l'església de Santa Anna de Barcelona, presenciat per una multitud de persones. Fou succeït per Gaietà d'Amat i d'Amat, net del seu germà Gaietà d'Amat i de Rocabertí, marqués de Castellbell.